# Pentekostalizm w Kolumbii

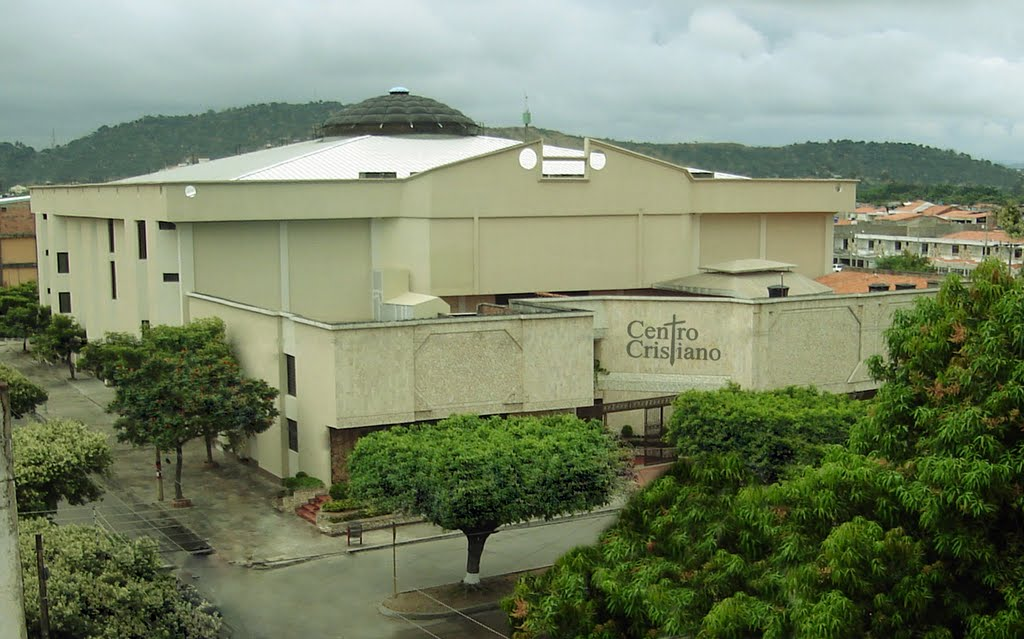
Zbory Boże w Kolumbii

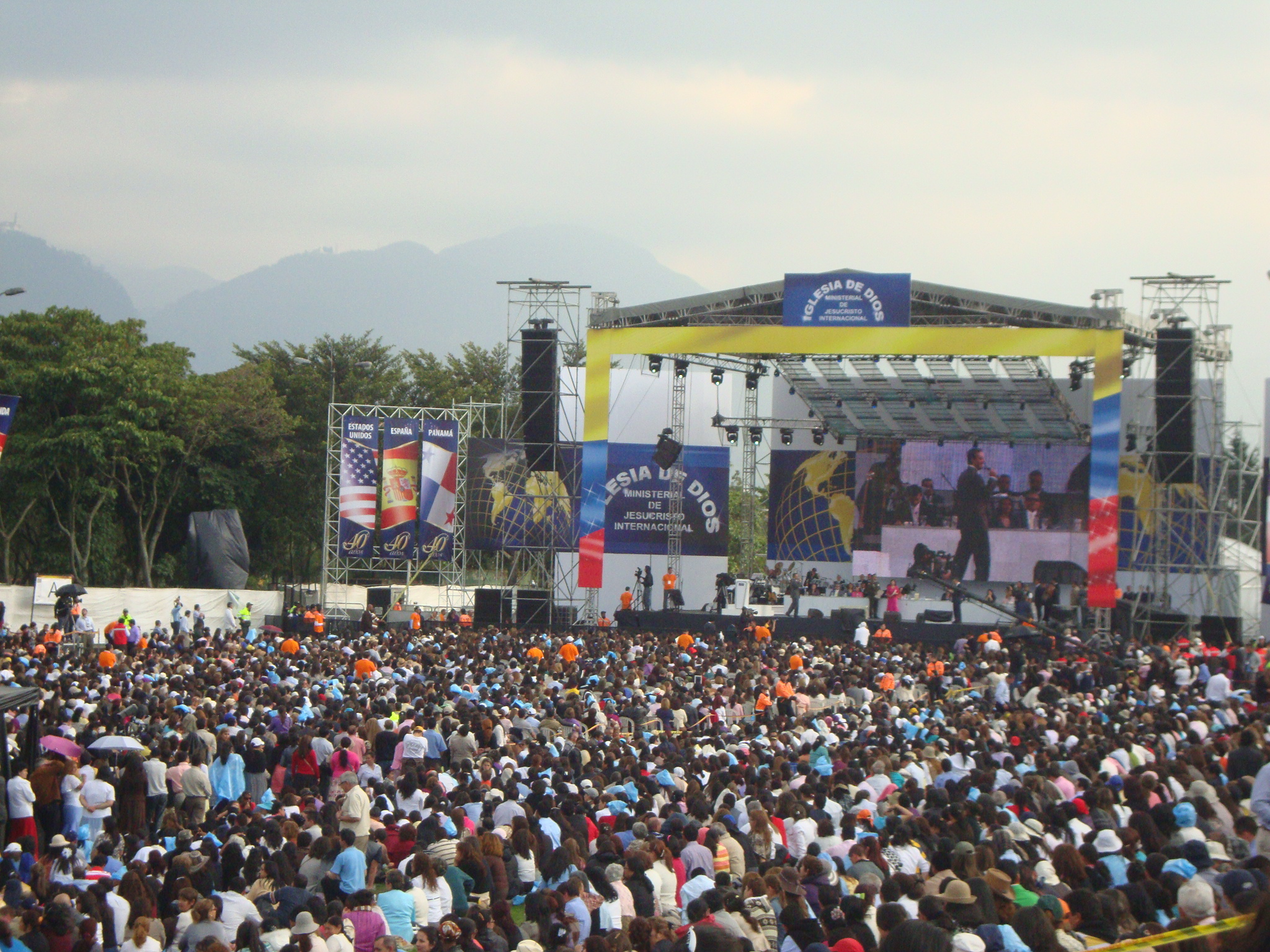
Bogota 2012, 40-lecie Iglesia Ministerial de Jesucristo Internacional

Pentekostalizm w Kolumbii – ruch zielonoświątkowy w Kolumbii, będący drugą siłą religijną i stanowiący około 10% populacji. Zielonoświątkowcy są najszybciej rosnącym protestanckim ugrupowaniem, odegrali pewną rolę w emancypacji kobiet. Kolumbijski pentekostalizm zbadany został w mniejszym stopniu niż chilijski, argentyński, brazylijski czy meksykański. Jest to wynikiem tego, że w tamtych krajach pentekostalizm wcześniej stał się zauważalną siłą religijną. Ruch zielonoświątkowy pojawił się w Kolumbii dopiero w roku 1932.

## Historia

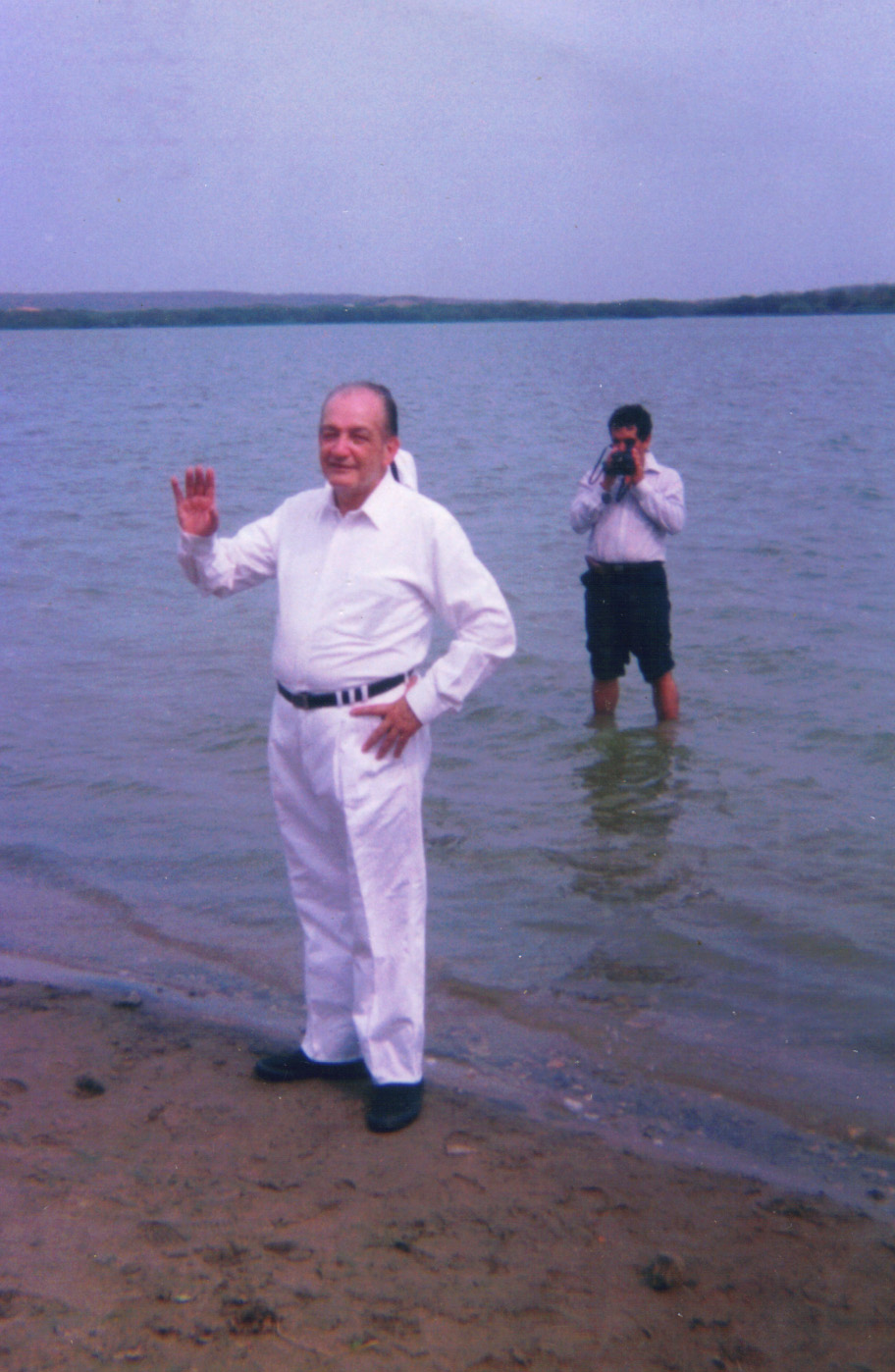
Luis Moreno (1934-1996), lider neopentekostalnego Iglesia Ministerial de Jesucristo.

W 1932 roku Eduardo Wagner i jego żona Ada przybyli do Sogamoso. Założyli oni kolumbijskie Zbory Boże. Pierwsze zielonoświątkowe nabożeństwo odbyło się 1 kwietnia 1932 roku. W 1958 istniały już zbory w Sogamoso, Cali i Bogocie. 17 czerwca 1957 roku odbył się pierwszy synod kościoła. W latach 80. Zbory Boże liczyły 90 zborów, w których gromadziło się 2 tysięcy wiernych. W roku 2014 liczba zborów wyniosła 1200, a liczba wiernych – 400 tysięcy .
Charles Berchtold wraz ze swoją żoną Clarą w roku 1929 przybyli do Boliwii, gdzie pracowali wśród Indian . W roku 1937 przybyli do kolumbijskiego miasta Bucaramanga. W wyniku ich działalności powstał Iglesia de las Buenas Nuevas.
12 maja 1937  roku Aksel Verner Larsen przybył wraz z żoną do Malaga. Larsen wyemigrował z Danii do Kanady, a stąd przybył do Kolumbii w roli misjonarza i był wspierany przez kanadyjską misję. W 1939 roku utworzono Kościół Zielonoświątkowy Pełnej Ewangelii (Iglesia Pentecostal del Evangelio Completo) . Aż do lat 60. kościół doznawał prześladowań ze strony władz. Obecnie kościół liczy 600 tysięcy wiernych, skupionych w 3200 zborach. Kościół nie uznaje doktryny Trójcy i reprezentuje unitariański nurt zielonoświątkowy . Prowadzi misję w 32 krajach świata .
Aż do lat 60. wzrost liczby zielonoświątkowców następował powoli. W latach 60. i 70. nastąpiły podziały w zielonoświątkowych denominacjach . Dopiero w końcu lat 80. zielonoświątkowcy stali się zauważalnym wyznaniem. W roku 1991 konstytucja zagwarantowała wolność kultu dla protestantów i zielonoświątkowców.
W 1967, to jest w tym samym roku, co w USA, pojawił się ruch charyzmatyczny wewnątrz kościoła katolickiego.

## Statystyki i demografia
Kolumbia była nazywana „krajem Najświętszego Serca” i określana jako najbardziej katolicki kraj na świecie . W 1930 wszyscy protestanci liczyli zaledwie 9 tysięcy osób. W roku 1969, według CEDECOL (Conferencia Evangélica de Colombia), było ich już 69 tysięcy. W 1994 w 40 protestanckich denominacjach skupionych było półtora miliona członków, co oznacza, że liczba wszystkich wiernych prawdopodobnie przekraczała 2 miliony . W Kolumbii pentekostalizm rozwijał się wolno i potrzebował więcej czasu niż w Brazylii i Gwatemali, aby się zakorzenić w kolumbijskim społeczeństwie .
W roku 2010 przeprowadzono badania na losowej próbie 3853 osób w wieku powyżej 18 lat. Badana próbka dotyczyła wszystkich klas społecznych czterech głównych miast (Bogota, Medellín, Cali i Barranquilla), miast średniej wielkości Maicao, Bucaramanga i Barrancabermeja) oraz mieszkańców gminy Urabá. Katolicy stanowili 70,9% ale tylko 39% z nich było praktykującymi. Protestanci stanowili 16,7% populacji. Większość kolumbijskich protestantów było zielonoświątkowcami .

## Emancypacja kobiet

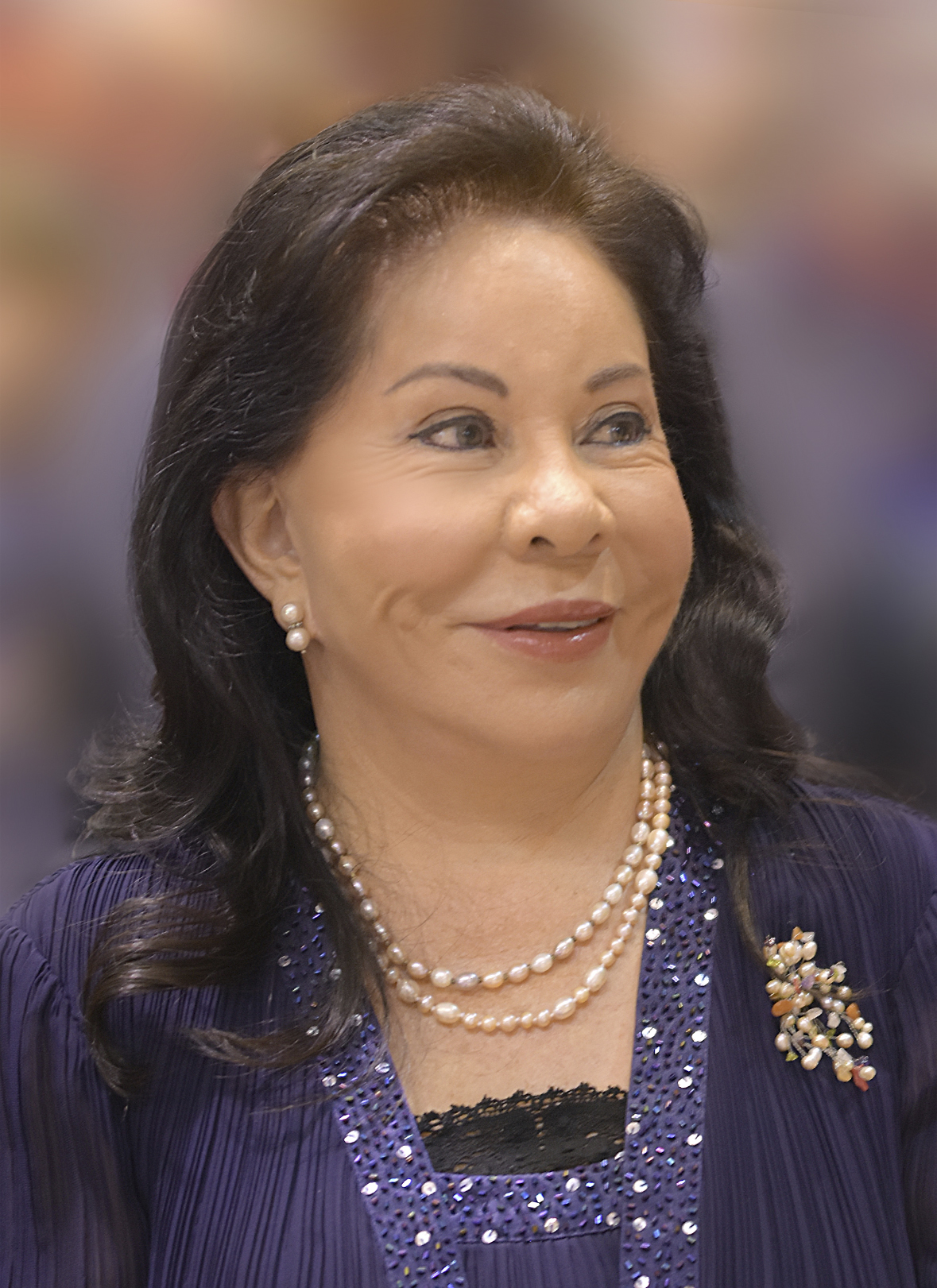
María Luisa Piraquive (ur. 1949), jedna z liderek kolumbijskiego ruchu zielonoświątkowego

Cornelia Butler Flora, która od roku 1966 przeprowadzała badania socjologiczne w Kolumbii, w publikacji z roku 1975 zauważyła, że w patriarchalnym społeczeństwie Kolumbii pentekostalizm dał kobietom możliwość realizowania się poza swoim gospodarstwem domowym. Kobiety organizowały własne spotkania religijne, a w niektórych przypadkach mogły być nawet liderami dla całych społeczności i tym samym wpłynęło to na wzrost pozycji społecznej kobiety w najuboższych warstwach społecznych. Jest to m.in. wynik swoistej interpretacji Biblii i podkreślaniu, że według Biblii mężczyzna i kobieta są równi przed Bogiem. Rolę pentekostalizmu w emancypacji kobiet potwierdziły późniejsze prace, jakkolwiek latynoski pentekostalizm nie oferuje kolumbijskim kobietom tego poziomu „wolności”, o który zabiega zachodni feminizm .
Kolumbijskich zielonoświątkowców cechuje antyekumenizm.

## Denominacje
Denominacje (2007): 
- Iglesia Pentecostal Unida de Colombia – 168 531 członków, 2107 zborów[a]
- Iglesias Caseras del Nuevo Testamento – 85 000 członków, 2833 zborów
- Misión Carismática Internacional – 58 333 członków, 40 zborów
- Iglesia Internacional del Evangelio Cuadrangular – 40 594 członków, 290 zborów
- Concilio de las Asambleas de Dios de Colombia – 29 363 członków, 294 zborów
- Iglesia Pentecostal Unida Internacional (USA) – 24 775 członków, 1032 zborów
- Iglesia de Dios Pentecostal – 11 000 członków, 110 zborów
- Iglesia Pentecostal del Evangelio Completo
- Iglesia de las Buenas Nuevas
- Iglesia Ministerial de Jesucristo